# Snežnik
Snežnik (italsky Monte Nevoso, latinsky Mons Albius) je vápencové pohoří na jihu Slovinska. Jedná se o bohatě zalesněnou oblast. Blízkost moře (30 km) má na svědomí velké srážky. V zimě nafouká na vrcholu Veliki Snežnik až 4 metry sněhu. Pohoří je složeno především z vápence. Nejvyšší vrchol je tvořen světlou křídou. Pohoří zaujímá plochu 85 km² a nejvyšším vrcholem je Veliki Snežnik (1796 m), ležící v jihovýchodní části masivu.

## Poloha
Na západě masivu tvoří hranici řeka Reka a město Illirska Bistrica. Na jihozápadě přechází pohoří Snežnik do regionu Kras. Na východě sousedí s nižším pohořím Goteniška Gora a na jihu s horským masivem Gorski Kotar. Sever území přechází pozvolna v pohoří Javorniki.

## Příroda
Vodní toky nemají v pohoří větší význam, protože se ve většině případů jedná o podzemní toky s vyvěračkami (např. Strzen na severovýchodě masivu). Nejvýznamnější řekou je Reka tekoucí z pohoří Gorski Kotar přes Snežnik do oblasti Krasu. Charakteristické pro Snežnik jsou bohaté smíšené lesy, kde se ukrývá velmi četné zastoupení vysoké zvěře, lišek, vlků a poměrně velký počet medvědů (kolem 30 exemplářů). Tím se celé území stává vyhlášeným loveckým revírem.

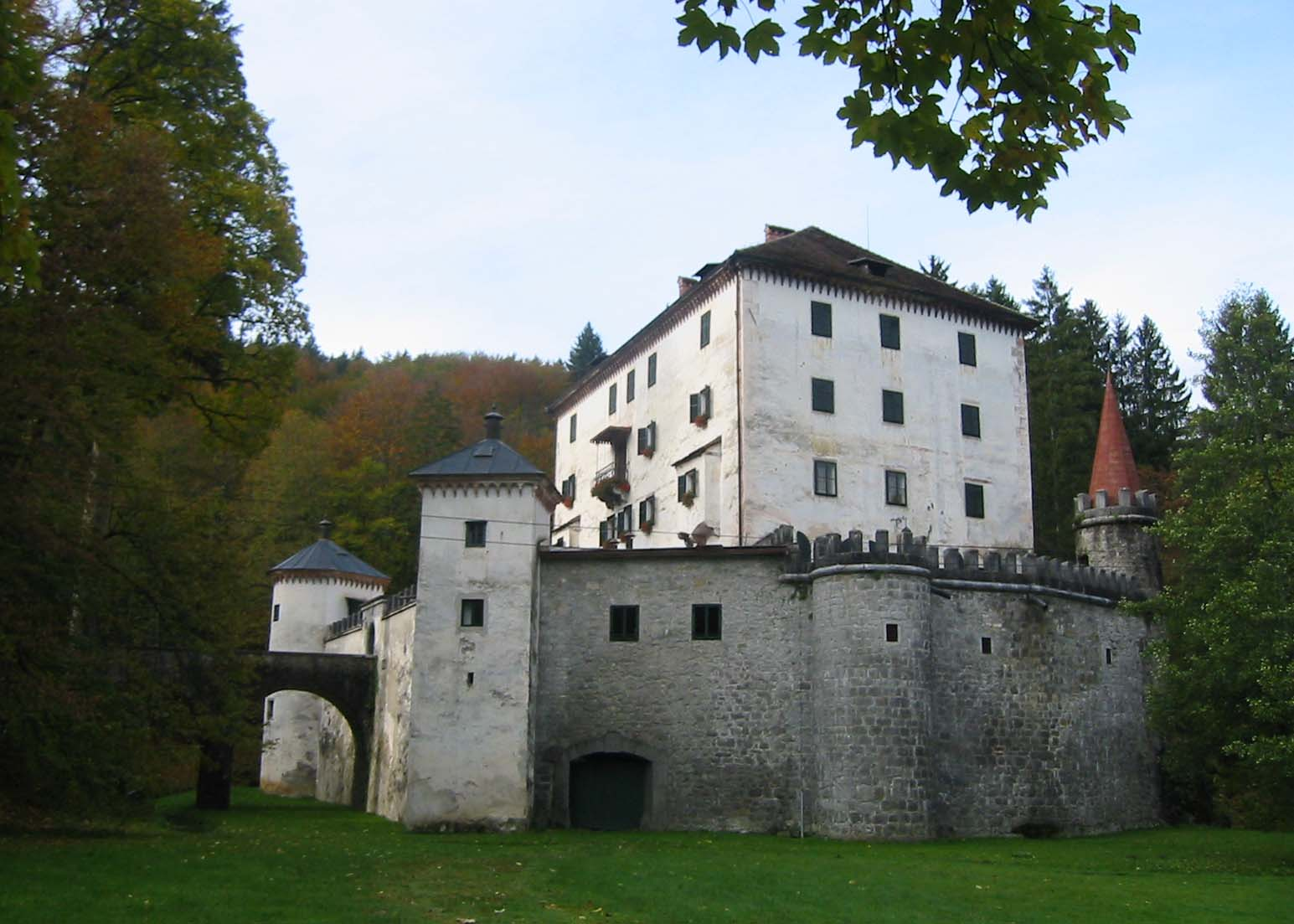
Hrad Snežnik

Pohoří Snežnik je ve Slovinsku nejbohatší na úhrn ročních srážek. Nejvíce jich spadne v listopadu, prosinci a lednu. Nejméně potom v červenci a srpnu. Ročně zde průměrně spadne kolem 3000 mm. Své jméno ale masiv dostal od množství sněhu, které se zde v zimě vyskytuje. V roce 1976 zde naměřili rekordních 178 cm. Často zde fouká silný vítr a drží se oblačnost. Průměrná roční teplotase pohybuje kolem 6,7 °C, červencová potom 15,5 °C a v lednu pak -3,5 °C. Celkem zde 127 dní v roce mrzne.

## Turismus

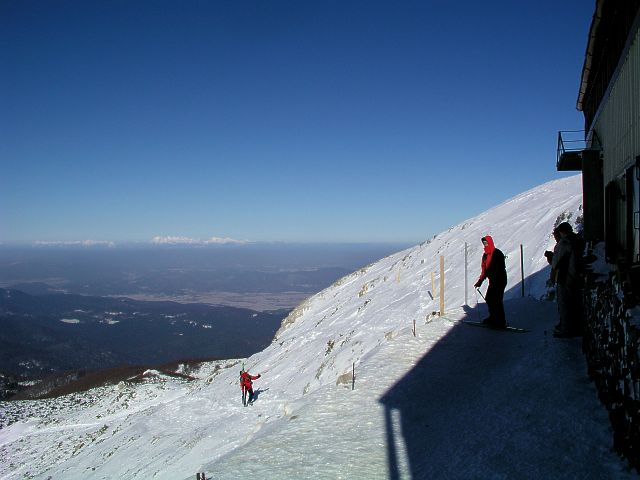
Rozhled od chaty Zavetišče na Velikem Snežniku

V masivu ještě zdaleka není rozvinutá turistika. Nacházejí se zde jen dvě horské chaty a značení turistických cest je minimální, je-li vůbec nějaké. Nachází se prakticky jen v okolí nejvyššího vrcholu.
- Planinski dom na Sviščakih (1242 m)

Původně chatu postavil v roce 1924 italský horský klub CAI. Na sklonku války však vyhořelo, a tak byla v roce 1951 postavena nová zděná chata zvaná Cankarjeva koča. V r. 1963 byla zrekonstruována a přejmenována do dnešní podoby. Kapacita 38 lůžek. Otevřena od začátku června do poloviny října. V zimě dle podmínek. K chatě vede z Illirske Bistrice 19 km dlouhá asfaltová silnice.
- Zavetišče na Velikem Snežniku (1796 m)

Jedná se o bývalý vojenský objekt sloužící turistům od roku 1961. Chata je otevřena pouze o víkendech a jen v letních měsících. V srpnu otevřeno každý den. Kapacita 38 lůžek, winterraum pro 4 osoby (kamna, dřevo, palandy).